# Джонатан дос Сантос
Джонатан дос Сантос Рамирес (на испански: Jonathan dos Santos Ramírez) е мексикански футболист играещ като централен полузащитник за Клуб Америка.
Роден на 26 април 1990 г. в Мексико Сити.
Дос Сантос се състезавал в турнир във Франция заедно с брат си Джовани дос Сантос, който се състезава за американския Лос Анджелис Галакси. На турнира го забелязват скаутите на Барса и остават впечатлени от това, което правят двамата братя и решават да ги вземат в школата на каталунците – Ла Масия.
През сезон 2010/11 Дос Сантос е повикан от Хосеп Гуардиола в първия състав за предсезонните подготовки заедно с още няколко играчи от Б отбора.
В Барселона Джонатан дос Сантос играе с номер 12.